# Interstate 182
Pour les articles homonymes, voir I182 et Route 182.
L'Interstate 182 (I-182) est une autoroute auxiliaire ouest–est de l'État de Washington. Elle sert de connexion depuis l'I-82 jusqu'aux Tri-Cities. L'I-182 fait 15 miles (24 km) de long et est entièrement en multiplex avec la US 12.

## Description du tracé

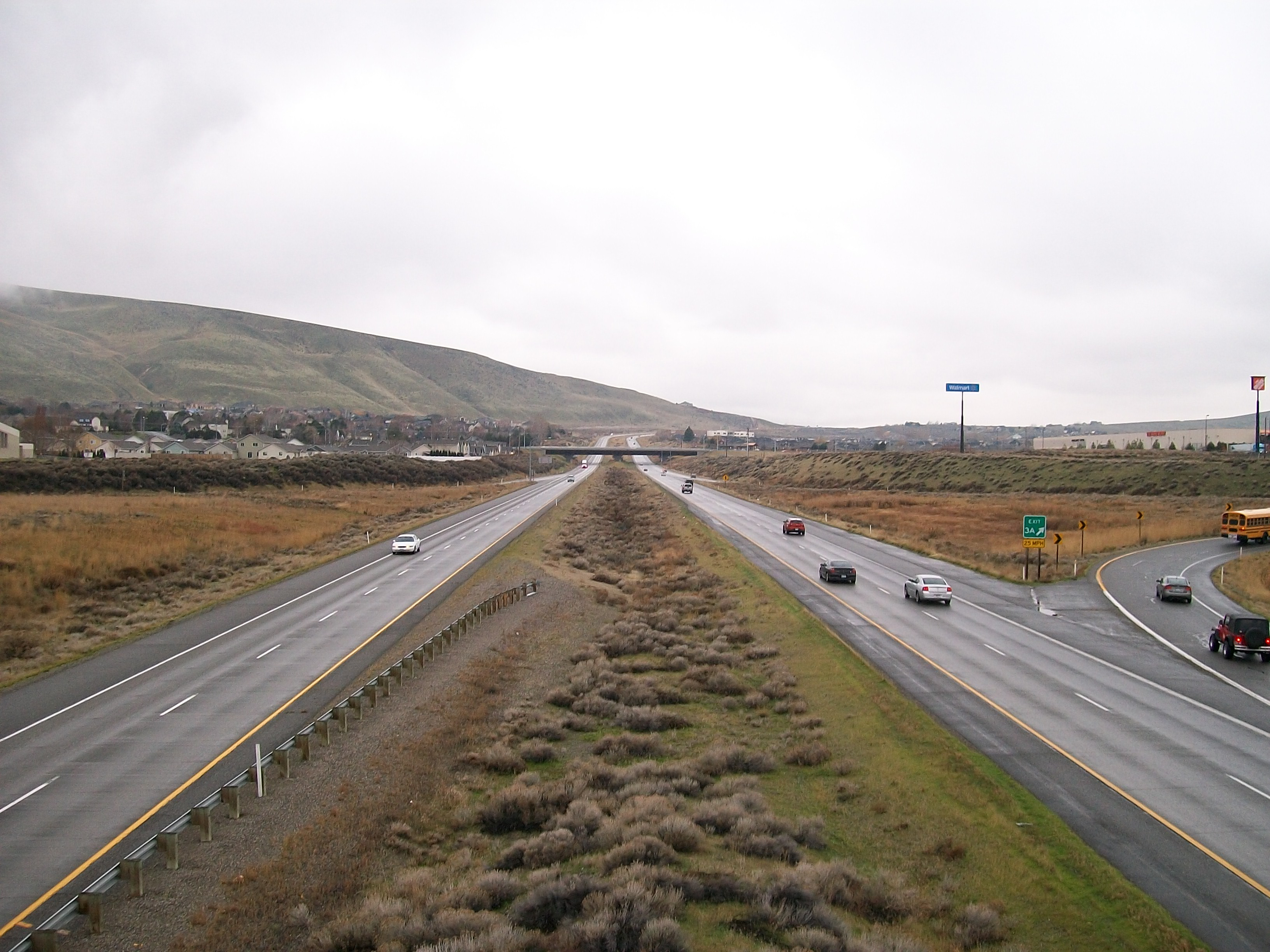
l’I-182 aux approches de Queensgate Drive, dans la banlieue ouest de Richland.

L'autoroute débute à un échangeur avec l'I-82 / US 12 près de Badger Mountain au sud-ouest de Richland. Le multiplex entre l'I-182 et la US 12 parcourt la Goose Gap dans les Horse Heaven Hills et continue au nord-est dans la ville de banlieue de Richland, traversant des secteurs résidentiels et commerciaux de la ville. L'autoroute traverse la rivière Yakima et croise la SR 240, débutant alors un court multiplex avec celle-ci. C'est à l'échangeur suivant que la SR 240 quittera le trajet de l'autoroute. L'I-182 se dirige vers le sud-est en direction de Kennewick.
L'autoroute traverse le fleuve Columbia. Elle entre dans le comté de Franklin et passe par l'ouest de la ville de banlieue de Pasco. Elle atteint un échangeur avec la US 395 qui se dirige vers le centre-ville de Kennewick. Un second court multiplex est formé avec la US 395 jusqu'à l'échangeur suivant. C'est à ce même échangeur que l'I-182 atteint son terminus est et que la US 12 poursuit le trajet vers l'est.

## Liste des sorties
| Interstate 182          |                 |       |       |                          |                                                                              |                                                                               |
| Comté                   | Municipalité    | mi    | km    | Sortie                   | Intersections / Destinations                                                 | Notes                                                                         |
| Benton                  |                 | 0,00  | 0,00  |                          | I-82 / US 12 ouest – Prosser, Yakima, Umatilla, Pendleton                    | Terminus ouest du multiplex avec US 12; sortie 102 de l'I-82                  |
| Benton                  | Richland        | 2,93  | 4,72  | 3                        | Queensgate Drive                                                             | Indiqué sortie 3A (sud) et 3B (nord) en direction ouest                       |
| Benton                  | Richland        | 3,83  | 6,16  | 4                        | SR 240 (en) ouest / Wellsian Way – Vantage                                   | Terminus ouest du multiplex avec SR 240                                       |
| Benton                  | Richland        | 4,95  | 7,97  | 5                        | SR 240 (en) est / SR 240 Bus. (en) ouest (George Washington Way) – Kennewick | Terminus est du multiplex avec SR 240; indiqué sortie 5A (sud) et 5B (nord)   |
| Fleuve Columbia         | Fleuve Columbia | 5,87  | 9,45  | Pont de l'Interstate 182 | Pont de l'Interstate 182                                                     | Pont de l'Interstate 182                                                      |
| Franklin                | Pasco           | 7,31  | 11,76 | 7                        | Broadmoor Boulevard                                                          |                                                                               |
| Franklin                | Pasco           | 9,33  | 15,02 | 9                        | Road 68                                                                      |                                                                               |
| Franklin                | Pasco           | 12,25 | 19,71 | 12A                      | US 395 sud – Kennewick, Pendleton                                            | Terminus ouest du multiplex avec US 395                                       |
| Franklin                | Pasco           | 12,69 | 20,42 | 12B                      | North 20th Avenue – Columbia Basin College                                   |                                                                               |
| Franklin                | Pasco           | 13,78 | 22,18 | 13                       | North 4th Avenue – Centre-ville de Pasco                                     |                                                                               |
| Franklin                | Pasco           | 14,37 | 23,13 | 14                       | US 395 nord / SR 397 (en) sud (Oregon Avenue) – Spokane, Finley              | Terminus est du multiplex avec US 395; indiqué sortie 14A (sud) et 14B (nord) |
| Franklin                | Pasco           | 15,19 | 24,45 |                          | US 12 est – Walla Walla                                                      | Terminus est du multiplex avec US 12; la route continue au-delà comme US 12   |
| - Terminus de multiplex |                 |       |       |                          |                                                                              |                                                                               |